# 労農大衆党
労農大衆党（ろうのうたいしゅうとう）は、大日本帝国の政党。

## 概要
1929年1月、労働農民党の委員長だった大山郁夫が社会主義運動の中道派との連合を歓迎しすぎたとして批判していた元労働農民党党員水谷長三郎によって結成された。労農大衆党の勢力はほぼ京都にしかおよばなかったが、1929年の統一無産政党戦線結成には参加した。
1930年の第17回衆議院議員総選挙の後、労農大衆党は方針転換して、ほかの社会主義政党との合流を模索した。結局、労農大衆党は東京無産党と合併、無産政党戦線統一全国協議会を結成した。協議会はさらに1930年7月20日にほかの政党と合流して全国大衆党を結成した。